# Quart (Garnmaß)
Mit Quart (dt. Viertel) wurde in Frankreich ein Maß für Garn bezeichnet
- 1 Viertel = 12 ½ Gebinde
- 1 Portée/Gebinde = 16 Faden
- 1 Faden = 16 Ellen/Aunes
- 1 Viertel = 3200 Aunes = etwa 3800 Meter

In der Gemeinde Catillon-sur-Sambre (Département Nord) hatte der hergestellte Faden eine besondere Feinheit und somit 
- 1 Viertel = ¾ Quentchen = 2867 Milligramm

Das Garn entsprach in seiner Feinheit der metrischen Garnnummer 663, im englischen Baumwollgarnnummer 787. Diese Angaben stammen aus dem Jahr 1823.